# خورخي هيريرو
خورخي هيريرو (بالإسبانية: Jorge Herrero Arias)‏ هو لاعب كرة قدم إسباني، ولد في 18 يونيو 1983 في شريش في إسبانيا. لعب مع راسينغ كلوب بورتوينسي ونادي خيريث ونادي فييانوفينسي.

## وصلات خارجية
- خورخي هيريرو على موقع قاعدة بيانات كرة القدم.إي يو (الإنجليزية)
- خورخي هيريرو على موقع Soccerway.com (الإنجليزية)